# File Under Rock
File Under Rock è un album del musicista Eddy Grant, pubblicato dall'etichetta discografica Parlophone e distribuito dalla EMI nel 1988.
L'album, disponibile su long playing, musicassetta e compact disc, è prodotto dallo stesso artista, che è anche compositore ed arrangiatore dei brani.
Dal disco vengono tratti tre singoli: Gimme Hope Jo'anna, Harmless Piece of Fun e Put a Hold on It.

## Tracce

### Lato A
1. Harmless Piece of Fun
2. Don't Talk to Strangers
3. Hostile Country
4. Win or Lose
5. Gimme Hope Jo'anna

### Lato B
1. Another Riot
2. Say Hello to Fidel
3. Chuck (Is The King)
4. Long as I'm Wanted by You
5. Put a Hold on It